# Данилевичи
Данилевичи (пол. Danielewicz или Danilewicz) — дворянский род Великого княжества Литовского, использовавший герб Остоя. Этот род происходит от Данилы, участника Великой войны, и его сына Давида Даниловича. При заключении польско-литовской унии за Данилевичами был закреплён герб Остоя.
Данилевичи владели недвижимостью в Литве, Пруссии, Беларуси и на Волыни. Много раз представители рода занимали видные должности Великого Княжества Литовского.

## Имение Богданов
В 1653 году сапегское имение Богданов в Белоруссии перешло к Барбаре, дочери князя Казимира Сапеги. Дочь Барбары Текла Волович вышла замуж за Петра Михаила Паца и имущество перешло в род Пацовых. Но поскольку Пётр Михаил Пац не имел собственных детей, то он усыновил Михаила Данилевича (старосту Плоцка) — сына его сестры Екатерины Пац, дочери Петра Паца, воеводы трокского.

## Гербы
Кроме Данилевичей герба Остоя, существовали роды Данилевичей гербов Боньча, Лелива, Прус I и Сас.